# 鄭錦威
鄭錦威（羅馬拼音：Chang Kim Wai，1976年8月17日—），是馬來西亞已退役男子羽球運動員。

## 簡歷
鄭錦威與孔慶洪在2003年香港羽球公開賽獲得男子雙打第三名。一年後，他們倆贏得波蘭羽球國際賽。他們在2001年中國羽球公開賽上獲得第五名，並在同年的香港羽球公開賽獲得第三名。鄭錦威在2002年大英國協運動會羽球比賽和2002年東南亞運動會羽球比賽上均獲得男子雙打銀牌，搭檔分別為鍾騰福、鄒俊英。